# Bożena Bujnicka
Bożena Bujnicka (ur. 22 grudnia 1990 w Wołominie) – polska śpiewaczka operowa (sopran liryczny).
W trakcie studiów debiutowała w tytułowej roli w "Koronacji Poppei" Monteverdiego w (Collegium Nobilium). Jej profesjonalny debiut sceniczny miał miejsce na deskach Teatru Wielkiego - Opery Narodowej w 2015 r. w partii Amora w "Orfeuszu i Eurydyce" Christopha Willibalda Glucka (reż. Mariusz Treliński). Od tamtej pory występowała m.in. również w roli Eurydyka w operze Orfeusz i Eurydyka (Ch.W. Glucka), Donna Elvira ("Don Giovanni" W. A. Mozarta), Hrabina ("Wesele Figara" Mozarta), Miss Jessel w polskiej premierze "Dokręcania śruby" Benjamina Brittena, Skierka ("Goplana" Władysława Żeleńskiego).
Za rolę Iris w światowej prapremierze współczesnej francuskiej opery Guru Laurenta Petigirarda otrzymała prestiżową Teatralną Nagrodę Muzyczną im. Jana Kiepury. Jest laureatką wielu konkursów krajowych i międzynarodowych oraz stypendystką Ministra Kultury i Dziedzictwa Narodowego.
Wystąpiła na cenionym Festiwalu Aix-en-Provence w Ognistym Aniele Siergieja Prokofjewa. Występowała w Teatrze Wielkim – Operze Narodowej, Operze na Zamku w Szczecinie,  Operze Wrocławskiej, Operze Śląskiej, Warszawskiej Operze Kameralnej, Narodowym Forum Muzyki, Filharmonii Śląskiej, a także w operze w Petersburgu oraz wielokrotnie w Operze w Zurychu, gdzie obecnie zamieszkuje.